# Simon Hartogensis

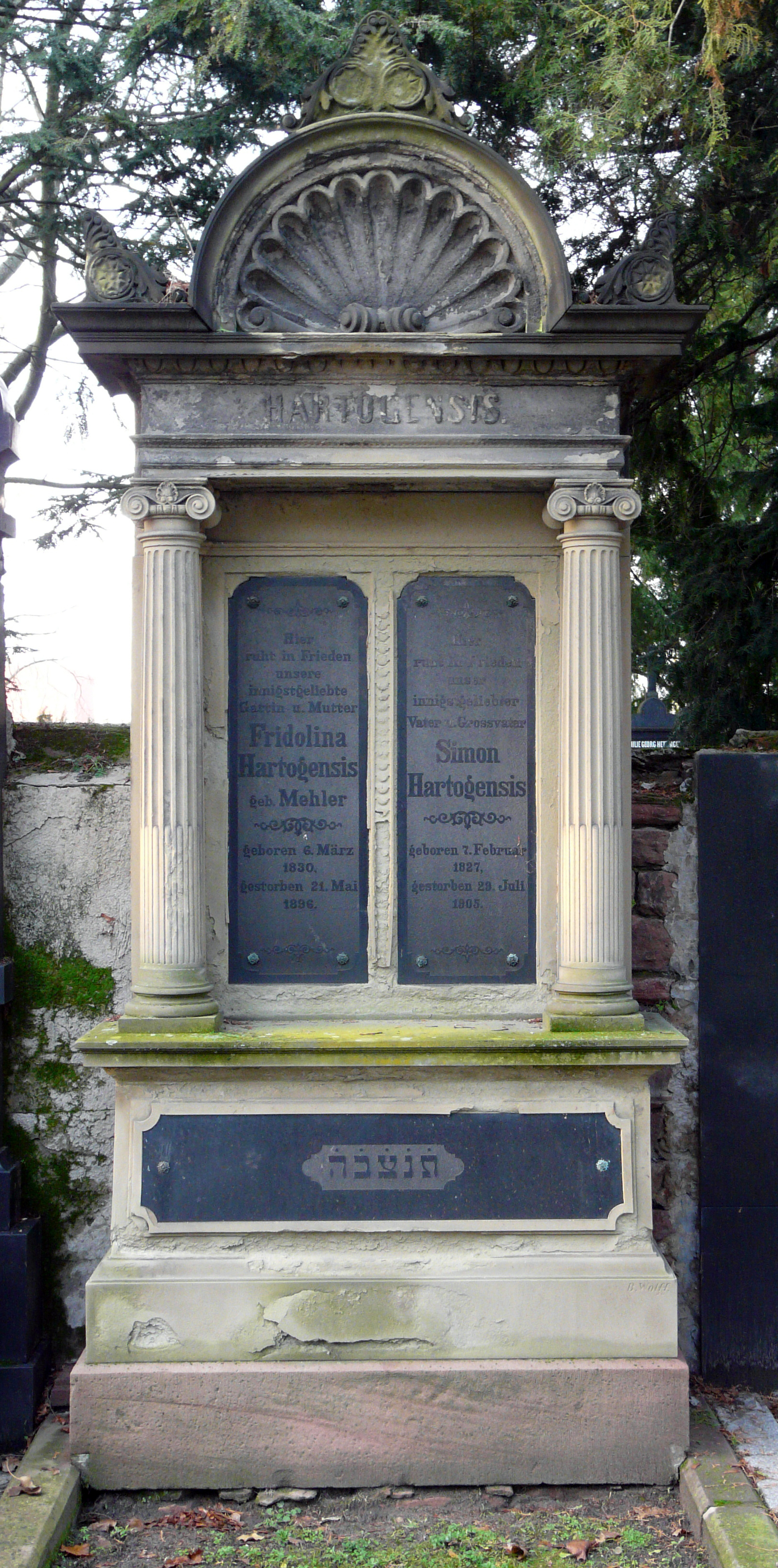
Grabstein von Simon Hartogensis und seiner Frau Fridolina auf dem jüdischen Friedhof in Mannheim

Simon Hartogensis (* 7. Februar 1827; † 29. Juli 1905) war ein Unternehmer in Mannheim, der Generalkonsul der Niederlande und der Türkei war.
Simon Hartogensis war Mitbegründer der Mannheimer Versicherungen und saß in den Aufsichtsräten der Badischen Bank, der Rheinischen Creditbank, der Mannheimer Rückversicherung, der Benz & Cie. Rheinischen Gasmotorenfabrik, der Badischen Anilin- & Soda-Fabrik und der Badischen Zinkgesellschaft. Zusammen mit seinem Freund Carl Reiß kaufte er die Fasaneninsel (heute Reißinsel), ein Naturschutzgebiet in Mannheim. Er begründete die Fridoline-Hartogensis-Stiftung zur Erinnerung an seine Frau Fridolina, geb. Mehler (1830–1896).